# 5658 Clausbaader
5658 Clausbaader (1950 DO) là một tiểu hành tinh vành đai chính được phát hiện ngày 17 tháng 2 năm 1950 bởi Reinmuth, K. ở Heidelberg.